# Sigurgarðs saga frækna
Sigurgarðs saga frækna (o la saga de Sigurd el Valiente) es una de las sagas caballerescas escrita en nórdico antiguo y fechada hacia el primer tercio del siglo XV. Hay indicios que fue compuesta en Oddi, al sur de Islandia y se considera una de las más tempranas en su género. La trama comparte características de las sagas de los tiempos antiguos e incluye elementos familiares como armas mágicas y un reto a duelo por niðingr. La copia más antigua se conserva en el manuscrito AM 556a 4.º (Eggertsbók) y sobreviven otras copias posteriores, a destacar AM 588m 4.º, AM 123 8.º y AM 167 fol.